# كأس هولندا السياحية 1998
كأس هولندا السياحية 1998 هو سباق دراجات نارية أقيم بتاريخ 27 يونيو 1998 في حلبة أسن تي تي. كان الجولة السابعة من أصل 14 في سباق الجائزة الكبرى للدراجات النارية موسم 1998. فاز الأسترالي ميك دوهان بفئة 500 سي سي بينما جاء الإيطالي ماكس بياجي في المركز الثاني وحصل على المركز الثالث النيوزلندي سيمون كرافار.

## وصلات خارجية
- الموقع الرسمي